# Najma Akhtar
Najma Akhtarová (18. září 1962 v Chelmsford, Essex), známá též jako Najma, je anglická zpěvačka s předky indického původu.
Najma je známa pro jazzové aranže spojené s tradičním indickým stylem zpěvu. Svým unikátním a nezaměnitelným zpěvem Najma inspirovala novou generaci hudebníků a skladatelů. Vedle spojení jemných jazzových nuancí, Najma vystupuje s písněmi ve stylu indické klasické hudby, folku, sufi, bollywood, Indian underground, trance a též rázovitými anglickými písněmi.
Objevovala se též jako účinkující na jevištích a v písních dalších slavných mezinárodně proslulých zpěváků/písničkářů, jako v MTV uváděném "No Quarter/Unledded" s Robertem Plantem a Jimmy Pageem v klasice od Led Zeppelin písni Battle of Evermore, jazzovou zpěvačkou Ninou Simone, nahrávkách s Basement Jax, kytaristou skupiny Police Andy Summersem , Jah Wobblem a jazzovým a rockovým saxofonistou Stan Harrisonem.
Najma též spolupracovala se saxofonistou/flétnistou Michael J. Parlettem.

## Diskografie
- Ghazals, 1988
- Qareeb, 1989
- Atish, 1990
- Pukar, 1992
- Forbidden Kiss: the Songs of S. D. Burman, 1996
- Vivid, 2002
- Fariyaad: A plea to the creator, 2008
- Rishte, 2009
- Five Rivers, 2020

## Významné spolupráce
- Jah Wobble na jeho albu Take Me To God
- Andy Summers na jeho albu The Golden Wire
- Steve Coleman na jeho albu Black science
- Ken Morioka na jeho albu Question
- Apache Indian na jeho singlu Arranged Marriage
- Jimmy Page a Robert Plant (bývalí členové Led Zeppelin) na písni "The Battle of Evermore" na jejich albu No Quarter: Jimmy Page and Robert Plant Unledded
- Jethro Tull na titulní písni z alba J-Tull Dot Com
- La Cucina na jejich albu Bloom
- Sundae Club na jejich písni Harold a remixu Stuff